# Nick Carter (Radsportler)
Thomas Russell „Nick“ Carter (* 5. September 1924 in Nelson; † 23. November 2003) war ein neuseeländischer Radrennfahrer.
Schon im Alter von 15 Jahren begann Nick Carter mit dem Radsport. In den Jahren nach dem Zweiten Weltkrieg war er der dominierende Radrennfahrer Neuseelands. Viermal – 1945, 1946, 1947 und 1949 – wurde er neuseeländischer Straßenmeister. 1948 startete er bei den Olympischen Spielen in London im Straßenrennen, musste aber nach drei Reifenpannen aufgeben. Sein Team kam nicht in die Mannschaftswertung. Bei den British Empire Games 1950 in Auckland errang er Silber im Straßenrennen.